# Ninón Sevilla
Emelia Pérez Castellanos (l'Havana, Cuba, 10 de novembre de 1929 - Ciutat de Mèxic, 1 de gener de 2015), coneguda artísticament com a Ninón Sevilla, va ser una ballarina, cantant i actriu cinematogràfica i televisiva mexicana d'origen cubà. Va ser una de les principals exponents de l'anomenat Cine de rumberas de l'època d'or del cinema mexicà, en les dècades de 1940 i 1950.

## Inicis
Emelia Pérez Castellanos va néixer a l'Havana, Cuba, el 10 de novembre de 1926. Va ser criada per una tia i per la seva àvia a Centre Havana. La seva àvia era una dona amb gran devoció catòlica i la va matricular en un col·legi de monges, on Ninón va sentir vocació religiosa i va pensar a convertir-se en monja missionera. Aviat va descobrir la seva habilitat per la dansa. Va adoptar el seu nom artístic en homenatge a la llegendària cortesana francesa Ninon de Lenclos. Va començar a ballar amb èxit a centres nocturns i cabarets de Cuba. Més tard, va començar a treballar en el cor dels comediants cubans Mimí Cal Nananina i Leopoldo Fernández Tres Patines en el Teatre Martí de l'Havana. En aquest llavors feia parella amb un ballarí anomenat Horacio.

## Cinema
Ninón va arribar a Mèxic contractada per l'empresari, productor i director porto-riqueny Fernando Cortés per treballar en el Teatre Líric de la Ciutat de Mèxic. Eventualment la van buscar per formar part de l'espectacle encapçalat per Libertad Lamarque. Va debutar en aquesta companyia en el Teatre Degollado a Guadalajara. L'èxit del seu nom musical va ser prou important, que va superar en aplaudiments a la mateixa Lamarque. No va trigar a veure-la en un espectacle en el Teatre Líric el productor de cinema Pedro Arturo Calderón, qui li va oferir treballar en el mitjà fílmic. El seu debut cinematogràfic va ser en la cinta Carita de cielo (1946), amb María Elena Marquès i Antonio Badú. A partir d'aquest moment, Ninón va esdevenir artista exclusiva de Produccions Calderón. Va tenir ofertes de part d'estudis com Metro-Goldwyn-Mayer i Columbia Pictures, però no li interessava treballar als Estats Units.
Ninón va participar en cintes com a Pecadora (1947), amb Emilia Guiú i Señora Temptación (1948), al costat de David Silva. En la cinta Venganza (1948), va alternar per primera vegada amb el cantant i compositor Agustín Lara, amb qui va filmar dues cintes més: Coqueta (1948) i Perdida (1949). Venganza a més va marcar l'inici de les seves col·laboracions fílmiques amb el director Alberto Gout, qui va contribuir a consolidar-la com una de les grans figures eròtiques del cinema mexicà. La cinta Aventurera (1950), també de Gout, és considerada per la crítica com l'obra mestra de l'anomenat Cinema de rumberas mexicà. Sota la batuta de Gout, Sevilla va filmar a més Sensualidad (1950), al costat de Fernando Soler; Mujeres sacrificadas (1952), amb Roberto Cañedo, i Aventura en Rio (1953), filmada al Brasil, on Ninón era un veritable ídol.
A més de Gout també van contribuir a l'esplendor de Sevilla directors com Emilio "el Índio" Fernández en Víctimas del pecado (1951) i Julio Bracho en Llévame en tus brazos (1954). En 1955 va realitzar la seva única intervenció en la comèdia musical amb la cinta Club de senyoretes, al costat del còmic Joaquín Pardavé. A més, en pel·lícules com Mulata (1954) i Yambaó (1956), Ninón va aconseguir que anessin les primeres produccions del cinema mexicà a incloure arguments basats en la santera i altres tradicions i elements de la cultura afrocubana.
Les cintes de Ninón Sevilla també van causar furor en mercats com França, on algunes de les seves pel·lícules van ser objecte de ressenyes i afalacs de figures com François Truffaut i altres crítics de la revista Cahiers du Cinéma.
Amb el declivi del cinema de rumberas, Ninón Sevilla es va retirar de la indústria. L'últim film de la seva primera etapa cinematogràfica va ser la comèdia musical espanyola Zarzuela 1900. A partir del seu matrimoni i posterior viudetat, Sevilla va viure a la ciutat de Nova York durant 15 anys.
Ninón Sevilla va retornar al cinema després de tornar a Mèxic en 1981, de la mà del realitzador Mario Hernández, qui la va dirigir en la cinta estrenada en 1984 Noche de carnaval, per la qual va guanyar l'Ariel a la Millor Actriu de l'Any. A més d'una aparició especial en la cinta sobre Benny Moré (Hoy como ayer, 1987), Ninón va intervenir en breus papers en altres pel·lícules d'Hernández. La seva última cinta va ser Rumbera caliente (1989).

## Televisió
Ninón Sevilla va debutar en televisió en 1964, amb un petit paper en la telenovel·la Juicio de almas, produïda per Ernesto Alonso. Després del ressorgiment de la seva carrera, va realitzar un petit rol en la telenovel·la Tú eres mi destino. L'actriu es va incorporar de ple al gènere a partir de la seva participació en Rosa salvaje, al costat de Verónica Castro, en 1987. A aquesta, li segueixen històries com Cuando llega el amor(1989), Las secretas intenciones (1992), María la del barrio (1995), La usurpadora (1998), Rosalinda (1999), Amarte es mi pecado (2004), i Qué bonito amor (2012), entre d'altres. En el mitjà de les telenovel·les, Ninón va interpretar a dones alegres, humils i de classe baixa. Igual que figures com Silvia Derbez, Meche Barba i Carmen Salinas, l'actriu va ser un element indispensable en les trames de veïnatge de les telenovel·les mexicanes.

## Vida personal
Ninón Sevilla va sostenir un romanç durant diversos anys amb el productor cinematogràfic Pedro Arturo Calderón. Va contreure matrimoni amb el metge cubà José Gil, de qui va enviduar poc després. Va tenir un únic fill, el músic Genaro Lozano.

## Reconeixements
En 1987, en la nit de clausura del Festival Internacional de Cinema de Rio de Janeiro, l'actriu va ser anomenada a l'escenari per rebre un premi en reconeixement de la seva tasca de vida. Entre el grup d'estels de telenovel·les de la Rede Globo TV que omplien l'escenari, només Ninón Sevilla va brillar com una diva, com a representació dignificada del mite que va personificar durant els anys daurats del cinema mexicà.
En 2009, Ninón Sevilla va ser guardonada amb el premi Deessa de Plata "Dolores del Riu" en reconeixement de la seva trajectòria cinematogràfica.
En 2012 Ninón Sevilla va ser interpretada per l'actriu Ariadna Pérez Mijares en la cinta biogràfica El fantástico mundo de Juan Orol, dirigida per Sebastián de l'Amo.
En 2014 l'actriu va ser objecte d'un homenatge de part de l'Acadèmia Mexicana d'Arts i Ciències Cinematogràfiques i la Cineteca Nacional de Mèxic per la seva trajectòria i influència al cinema de Mèxic.

## Defunció
Ninón Sevilla va morir l'1 de gener de 2015, als 85 anys a l'Hospital Ángeles Roma de la Ciutat de Mèxic, com a conseqüència d'una aturada cardíaca. La rumbera hi havia estat internada des de dies anteriors a causa d'una pneumònia. Les seves restes mortals van ser dipositats en el Lot dels Actors del Panteó Jardí de la Ciutat de Mèxic. Li sobreviu el seu únic fill, Genaro Lozano.

## Anècdotes
En 1946, Ninón va participar en un concurs a l'Havana organitzat per Juan Orol per buscar a la seva nova musa cinematogràfica. No obstant això, Ninón va ser rebutjada per Orol juntament amb moltes altres candidates. Finalment el director va seleccionar fora del concurs a Rosa Carmina per convertir-la en el seu nou estel.
En 1952, en un concurs realitzat a França, Ninón va derrotar a figures com Marlene Dietrich i Ginger Rogers com les cames més belles del cinema.
En 1952 Ninón va ser considerada originalment per protagonitzar la cinta Susana, demonio y carne de Luis Buñuel. No obstant això, els productors no van arribar al preu estipulat pels Calderón per poder prestar al seu estel. La cinta es va filmar finalment amb Rosita Quintana.
En 1955, quan exercia la crítica de cinema, el futur gran director francès François Truffaut, va escriure en el seu ressenya de la cinta Llévame en tus brazos: "¿Acaso baila Ninón para alcanzar la gloria? De ninguna manera, nunca. ¡Está clarísimo que Ninón baila por placer!".
En 1956 quan Edith Piaf va visitar Mèxic, per filmar la cinta "Música de siempre", alguns periodistes li van preguntar que li agradaria conèixer de Mèxic, al que Piaf va respondre: A Ninón Sevilla.
Ninón Sevilla explicava l'anècdota de quan va ser contactada per la també rumbera cubana María Antonieta Pons per convidar-la a prendre el te, al que Sevilla va respondre: Som cubanes. Si m'haguessis convidat a prendre un cafè jo aniria, però jo no prenc te.

## Treballs
Filmografia
- Carita de cielo (1946)
- Pecadora (1947)
- La feria de Jalisco (1947)
- Señora tentación (1947)
- Revancha (1948)
- Coqueta (1948)
- Perdida (1949)
- Aventurera (1950)
- Sensualidad (1950)
- Víctimas del pecado (1951)
- No niego mi pasado (1951)
- Mujeres sacrificadas / El recuerdo del otro (1951)
- Aventura en Río (1953))
- Llévame en tus brazos (1953)
- Mulata (1954)
- Amor y pecado (1955)
- Club de señoritas (1955)
- Yambaó (1956)
- Maratón de baile (1957)
- Mujeres de fuego /Lina, la mujer de fuego (1958)
- Zarzuela 1900 / Música de ayer (1959)
- Noche de carnaval (1981)
- Las noches del Blanquita (1981)
- El mexicano feo (1982)
- Viva el chubasco / Pero, hombre, amigo (1983)
- Hoy como ayer (1987)
- Jóvenes delincuentes (1989)
- Rumbera caliente (1989)

Telenovel·les
- Juicio de almas - Teresa (1964)
- Tú eres mi destino - Licha del Rey (1984)
- Rosa salvaje - Zoraida (1987)
- Cuando llega el amor - Nina (1989)
- Yo no creo en los hombres - Emelia (1991)
- Las secretas intenciones - Julieta (1992)
- María la del barrio - Caridad (1995)
- La usurpadora - Cachita Cienfuegos (1997)
- Rosalinda - Asunción (1999)
- Tres mujeres - Yolanda (1999)
- El precio de tu amor - Dalila (2000)
- Entre el amor y el odio - Macarena (2002)
- Amarte es mi pecado - Doña Galia de Caridad (2004)
- Que bonito amor - Doña Remedios (2012)

Sèries de televisió
- Mi generación (1997)
- Central de abasto - La Jarocha (2008)
- Como dice el dicho - Pola (2011)